# Oligia modiola
Oligia modiola är en fjärilsart som beskrevs av Augustus Radcliffe Grote 1879. Oligia modiola ingår i släktet Oligia och familjen nattflyn. Inga underarter finns listade i Catalogue of Life.